# Almasi Music
Az Almasi Music zenekart 2022-ben Almási Endre gitáros-zeneszerző hívta életre, akinek korábbi zenekarai: Stereomilk, Frenk. 2023-ban az összes streaming szoltgáltatónál megjelent a "What are you waiting for?" című 6 számos EP-jük.

## Pályakép
Almási Endre
a 2000-es évek közepén két zenekar (Stereomilk/Frenk) alapítója, zeneszerzője, producere volt.
Mindkét zenekart jelölték Fonogram Díjra, rendszeres fellépői voltak a nagyobb zenei fesztiváloknak (Volt,Sziget,Debreceni Campus stb.) illetve a nagyobb koncert helyszíneknek (Gödör, A38, Zöld Pardon). A Petőfi Rádió és más kisebb rádiók mindkét zenekar számait folyamatosan rotációban játszották, illetve a zenetévék (Viva, Z+, MTV) rendszeresen vetítették klipjeiket. Mindkét zenekart beválogatták az MTV Icon (LGT) c. műsorába. Mindkét zenekar szerepelt a Petőfi Rádió Akusztik c. műsorában. Az összes kereskedelmi tévé műsorában szerepelt mindkét zenekar. Producerként segítette: SID munkáját, tagja volt a N!Gaz zenekarnak, ahol Mikuli Ferenccel (Quimby) közösen Kozma Orsival és Kelemen Angelikával kiegészülve zenélt. (Almássy Tér/Müpa stb.)
2013-tól 2022-ig szüneteltette nyílvános zenei tevékenységét, majd 2022-ben megalapította az Almasi Music zenekart.
Érdekesség, hogy bár majdnem minden tag dunaújvárosi születésű, és ott is van a zenekar bázisa, senki nem él ott. Zenéjük stílusa röviden: grúv alapú pop-blues-rock néhol jazzes felhangokkal. Koncertjeiken törekednek arra, hogy ne a szokásos előadó-hallgató, alá-fölé rendeltség legyen, hanem − ha a technika engedi − a zenekar körbejárható, és a közönség pontosan azt hallja, mint a zenészek, akiket körülvesznek. A YouTube-on található videóik közül sok így készült.

## Tagok
- Kelemen Angelika: ének/djx
- Szekeres István: dob
- Kecskés István: dob
- Farkas Csaba: basszusgitár
- Almási Endre: gitár

## Hangzás
A zenekar, ha adottak a technikai feltételek un. álkvadrofón hangzást használ. Ennek a speciális hangzásmintának köszönhetően a zenekar (ha a helyszín megengedi) körbejárható és mindenhonnan azonos minőségben hallható sztereóban.